# Richard Marggraf Turley
Richard Marggraf Turley (né le 2 août 1970) est un critique littéraire, poète et écrivain britannique. Il est spécialiste des romantiques et de la poésie de John Keats et de l'écocritique. Il est professeur de littérature anglaise à l'Université d'Aberystwyth. 

## Vie personnelle
Richard Marggraf Turley est né dans la Forêt de Dean. Il déménage au Pays de Galles à l'age de 7 ans où il suit les cours de la King Henry VIII School de Abergavenny et étudie la littérature anglaise à l'Université de Leeds.

## Œuvres et recherches
Richard Marggraf Turley est l'auteur de trois recueils de poésie : The Fossil Box (2007), Whiteout (2006), écrit avec Damian Walford Davies et Wan-Hu's Flying Chair (2009) qui remporte le prix du public du Wales Book of the Year.
En 2007, il remporte le premier prix du 10e anniversaire du Keats-Shelley Prize for Poetry. Son poème traite du thème imposée par le concours, celui de l'esclavage.
En 2010, avec le professeur Reyer Zwiggelaar et le Dr Bashar Rajoub de la faculté d'informatique de l'Université de Aberystwyth, Marggraf Turley mène une expérience de la Saint-Valentin en se servant de caméras thermiques pour déterminer si la lecture de poésies d'amour produit des signatures thermiques particulières sur le visage de cobayes volontaires. 
En mars 2012, ses nouvelles recherches sur l'Ode à l'automne avec Jayne Archer et Howard Thomas de l'université de Aberystwyth ont un large écho. Des découvertes d'archives suggèrent que les 'stubble-plains' de l'ode de John Keats sont situés à St Giles's Hill, à l'est de la ville de Winchester, qui impliquent une nouvelle lecture politique du poème. La partie de St Giles's Hill en question est désormais un parking de voitures,,,. L'éditorialiste du Telegraph consacre un éditorial intitulé 'Ode to a Car Park' (Ode à un parking) qui pastiche l'ode original
En 2013, les recherches de Marggraf Turley, Archer et Thomas sur l'influence de la pratique du négoce de céréales par Shakespeare sur les pièces Le Roi Lear and Coriolan font l'objet d'articles de presse,,. Leur travail éclaire aussi la signification des graines comme l'ivraie dans le Roi Lear.
Marggraf Turley a écrit plusieurs livres sur la poésie romantique, comme The Politics of Language in Romantic Literature (2002), Keats's Boyish Imagination (2004), Bright Stars: John Keats, Barry Cornwall and Romantic Literary Culture (2009), et — avec Archer et Thomas — Food and the Literary Imagination (2015).
Il est l'auteur d'un roman policier historique dans le Londres de l'époque romantique de 1810, The Cunning House (2015).
Il écrit un blog dont le sujet est la littérature romantique. En 2013, il fait partie des jurés du Wales Book of the Year.

## Recueil de poésie
- 2009 : Wan-Hu's Flying Chair, Salt Press,  (ISBN 978-1844714438)
- 2007 : The Fossil-Box, Cinnamon Press,  (ISBN 978-1-905614-35-6)
- 2006 : Whiteout, co-écrit avec Damian Walford Davies, Parthian,  (ISBN 978-1-905762-15-6)

## Roman
- 2015 : The Cunning House, Sandstone,  (ISBN 9781910124109)

## Études critiques
- 2015 : (avec Jayne Archer et Howard Thomas) Food and the Literary Imagination,  (ISBN 978-1-137-40637-8)
- 2015 : Writing Essays: A Guide for Students in English and the Humanities, 2nd edn, Routledge,  (ISBN 978-1138916692)
- 2011 : (ed.) The Writer in the Academy: Creative Interfrictions, Boydell and Brewer,  (ISBN 978-1-84384-278-1)
- 2009 : Bright Stars: Keats, Barry Cornwall and Romantic Literary Culture, Liverpool University Press,  (ISBN 978-1-84631-211-3)
- 2006 : The Monstrous Debt: Modalities of Romantic Influence in Twentieth-Century Literature, co-ed. avec Damian Walford Davies, Wayne State University Press,  (ISBN 978-0-8143-3058-6)
- 2004 : Keats's Boyish Imagination, Routledge,  (ISBN 978-0-415-28882-8)
- 2002 : The Politics of Language in Romantic Literature, Palgrave Macmillan,  (ISBN 978-0-333-96898-7)

## Récompenses et honneurs
- 2007 : Prix de poésie Keats-Shelley
- 2010 : Wales Book of the Year "Choix du public"
- 2015 : Prix de l'essai ASLE/Inspire-UKI (avec Jayne Archer et Howard Thomas)